# Châtel
Châtel är en kommun i departementet Haute-Savoie i regionen Auvergne-Rhône-Alpes i sydöstra Frankrike. Kommunen ligger i kantonen Abondance som tillhör arrondissementet Thonon-les-Bains. År 2022 hade Châtel 1 168 invånare.

## Befolkningsutveckling
Antalet invånare i kommunen Châtel
| Referens: INSEE |